# Number 1's (머라이어 캐리의 음반)
《#1's》는 미국의 싱어송라이터 머라이어 캐리의 첫 번째 베스트 앨범으로, 1998년 11월 17일 컬럼비아 레코드를 통해 발매되었다. 이 앨범에는 당시까지 캐리가 《빌보드》 핫 100에서 1위를 기록한 싱글 13곡과 더불어 신곡 4곡이 수록되었다. 일본판에는 캐리의 현지 최대 히트곡인 〈All I Want for Christmas Is You〉도 수록되었다. 《#1's》는 전 세계적으로 1,700만 장 이상의 판매량을 기록했다.
이 앨범은 신곡의 퀄리티와 미국에서 1위를 한 곡만을 수록한 점에서 일부 비판을 받았으나, 전 세계적으로는 상업적 성공을 거두었다. 《#1's》는 《빌보드》 200에서 4위로 데뷔했으며, 일본, 싱가포르, 말레이시아, 그리스, 대만에서 1위를 기록했고, 대부분의 주요 글로벌 음악 시장에서도 톱 10에 진입했다. 이 앨범은 미국 음반 산업 협회로부터 6× 플래티넘 인증을 받았고, 국제 음반 산업 협회로부터 2× 플래티넘 인증(500만 장 및 200만 장 출하)을 받았다. 일본에서는 발매 후 석 달간 360만 장의 판매고를 올리며, 아시아권 외 아티스트의 앨범 중 일본 역사상 최다 판매량을 기록한 앨범으로 남아 있다.
제메인 듀프리와 듀엣한 〈Sweetheart〉는 한정 발매로 인해 큰 상업적 성공을 거두지는 못했다. 휘트니 휴스턴과의 듀엣곡 〈When You Believe〉는 세계적으로 좋은 성적을 거두었으며, 미국에서 15위, 노르웨이·스페인·스웨덴·스위스에서 2위, 벨기에·프랑스·네덜란드·영국에서 톱 5, 헝가리에서는 1위를 기록했다. 이 곡은 《이집트 왕자》의 사운드트랙에 수록되었으며, 제71회 아카데미 시상식에서 주제가상을 수상했다. 세 번째 싱글 〈I Still Believe〉는 신곡 중 가장 높은 성과를 거두었으며, 미국에서 4위까지 올랐다.
이후 머라이어 캐리는 자신의 18곡의 미국 1위 싱글을 모두 포함한 《#1 to Infinity》를 2015년 5월 15일 발매했으며, 동명의 라스베이거스 상설 공연의 시작과 동시에 공개되었다.

## 곡 목록
| #            | 제목                                                     | 작사                                                            | 작곡 | 편곡                                      | 재생 시간 |
| ------------ | -------------------------------------------------------- | --------------------------------------------------------------- | --- | ----------------------------------------- | --------- |
| 1.           | 〈Sweetheart〉 (ft. 저메인 듀프리)                       | 레인 데이비스 피터 워너                                         | 레인 데이비스 피터 워너                                                                                  | 머라이어 캐리 저메인 듀프리               | 4:25      |
| 2.           | 〈When You Believe〉 (ft. 휘트니 휴스턴)                 | 스티븐 슈워츠 베이비페이스                                      | 스티븐 슈워츠                                                                                            | 베이비페이스                              | 4:36      |
| 3.           | 〈Whenever You Call〉 (ft. 브라이언 맥나이트)            | 머라이어 캐리                                                   | 머라이어 캐리 월터 아파나시에프                                                                          | 머라이어 캐리 월터 아파나시에프           | 4:23      |
| 4.           | 〈My All〉                                               | 머라이어 캐리                                                   | 머라이어 캐리 월터 아파나시에프                                                                          | 머라이어 캐리 월터 아파나시에프           | 3:52      |
| 5.           | 〈Honey〉                                                | 머라이어 캐리                                                   | 머라이어 캐리 숀 콤스 큐팁 스티비 제이 스티븐 헤이그 바비 로빈슨 로널드 라킨스 래리 프라이스 말콤 맥라렌 | 머라이어 캐리 숀 콤스 더 우마 스티비 제이 | 5:00      |
| 6.           | 〈Always Be My Baby〉                                    | 머라이어 캐리                                                   | 머라이어 캐리 저메인 듀프리 매뉴엘 씰                                                                    | 머라이어 캐리 저메인 듀프리 매뉴엘 씰     | 4:20      |
| 7.           | 〈One Sweet Day〉 (ft. 보이즈 투 멘)                     | 머라이어 캐리 마이클 맥캐리 네이든 모리스 완야 모리스 숀 스탁맨 | 머라이어 캐리 월터 아파나시에프                                                                          | 머라이어 캐리 월터 아파나시에프           | 4:42      |
| 8.           | 〈Fantasy〉 (Bad Boy Fantasy Mix) (ft. 올 더티 바스타드) | 머라이어 캐리 크리스 프란츠 티나 웨이마우스                     | 머라이어 캐리 데이브 홀 크리스 프란츠 티나 웨이마우스 에이드리언 벨루 스티븐 스탠리                      | 머라이어 캐리 데이브 홀 숀 콤스           | 4:54      |
| 9.           | 〈Hero〉                                                 | 머라이어 캐리                                                   | 머라이어 캐리 월터 아파나시에프                                                                          | 머라이어 캐리 월터 아파나시에프           | 4:20      |
| 10.          | 〈Dreamlover〉                                           | 머라이어 캐리                                                   | 머라이어 캐리 데이브 홀                                                                                  | 머라이어 캐리 월터 아파나시에프 데이브 홀 | 3:54      |
| 11.          | 〈I'll Be There〉 (잭슨파이브 원곡)                      | 베리 고디 밥 웨스트 할 데이비스 윌리 허치                       | 베리 고디 밥 웨스트 할 데이비스 윌리 허치                                                                | 머라이어 캐리 월터 아파나시에프           | 4:25      |
| 12.          | 〈Emotions〉                                             | 머라이어 캐리 로버트 클리빌스 데이비드 콜                       | 머라이어 캐리 로버트 클리빌스 데이비드 콜                                                                | 머라이어 캐리 로버트 클리빌스 데이비드 콜 | 4:10      |
| 13.          | 〈I Don't Wanna Cry〉                                    | 머라이어 캐리 나라다 마이클 월든                                | 머라이어 캐리 나라다 마이클 월든                                                                         | 나라다 마이클 월든                        | 4:49      |
| 14.          | 〈Someday〉                                              | 머라이어 캐리 벤 마굴리스                                       | 머라이어 캐리 벤 마굴리스                                                                                | 리크 웨이크                               | 4:08      |
| 15.          | 〈Love Takes Time〉                                      | 머라이어 캐리 벤 마굴리스                                       | 머라이어 캐리 벤 마굴리스                                                                                | 월터 아파나시에프                         | 3:49      |
| 16.          | 〈Vision of Love〉                                       | 머라이어 캐리 벤 마굴리스                                       | 머라이어 캐리 벤 마굴리스                                                                                | 레트 로렌스 나라다 마이클 월든            | 3:31      |
| 17.          | 〈I Still Believe〉                                      | 안토니나 아마토 주세페 칸타렐리                                 | 안토니나 아마토 주세페 칸타렐리                                                                          | 머라이어 캐리 스티비 J 마이크 메이슨      | 3:56      |
| 총 재생 시간 | 총 재생 시간                                             | 총 재생 시간                                                    | 총 재생 시간                                                                                             | 총 재생 시간                              | 73:13     |

## 차트

### 주간 차트
| 차트                    | 최고순위 |
| ----------------------- | -------- |
| 미국 (빌보드 200)       | 4        |
| 일본 (오리콘 앨범 차트) | 1        |

### 연간 차트
| 차트              | 최고순위 |
| ----------------- | -------- |
| 미국 (빌보드 200) | 19       |

## 인증
| 국가                                                                                         | 인증        | 판매량/출하량 |
| -------------------------------------------------------------------------------------------- | ----------- | ------------- |
| 아르헨티나 (CAPIF)                                                                           | 골드        | 30,000^       |
| 오스트레일리아 (ARIA)                                                                        | 2× 플래티넘 | 140,000       |
| 벨기에 (BEA)                                                                                 | 플래티넘    | 50,000*       |
| 브라질 (Pro-Música Brasil)                                                                   | 플래티넘    | 250,000       |
| 캐나다 (뮤직 캐나다)                                                                         | 3× 플래티넘 | 300,000^      |
| 프랑스 (SNEP)                                                                                | 2× 플래티넘 | 600,000*      |
| 독일 (BVMI)                                                                                  | 골드        | 250,000^      |
| 일본 (RIAJ)                                                                                  | 3× 밀리언   | 3,600,000     |
| 네덜란드 (NVPI)                                                                              | 골드        | 50,000^       |
| 뉴질랜드 (RMNZ)                                                                              | 2× 플래티넘 | 30,000^       |
| 노르웨이 (IFPI 노르웨이)                                                                     | 골드        | 25,000*       |
| 대한민국                                                                                     | —           | 352,405       |
| 스페인 (PROMUSICAE)                                                                          | 플래티넘    | 100,000^      |
| 스웨덴 (GLF)                                                                                 | 플래티넘    | 80,000^       |
| 스위스 (IFPI 스위스)                                                                         | 플래티넘    | 50,000^       |
| 영국 (BPI)                                                                                   | 2× 플래티넘 | 600,000^      |
| 미국 (RIAA)                                                                                  | 6× 플래티넘 | 6,000,000     |
| 요약                                                                                         |             |               |
| 유럽 (IFPI)                                                                                  | 2× 플래티넘 | 2,000,000*    |
| *판매량을 기반으로 한 인증 · ^출하량을 기반으로 한 인증 · 판매량+스트리밍을 기반으로 한 인증 |             |               |

## 같이 보기
- 일본에서 가장 많이 팔린 음반 목록